# Ordelafo Faliero
Ordelafo Faliero (vagy más néven: Faledro Faliero Dodoni), (Velence, 1070 – Zára, 1117) volt a harmincnegyedik velencei dózse. Uralkodásának tizenhat évére nagy pecsétet ütött a folyamatos hadakozás, de szokatlan módon ez cseppet sem zavarta a máskor oly érzékeny velenceieket. A köznyelv uomo militare, azaz harcos emberként emlékezett meg róla. Igen népszerű volt a köztársaságban, hiszen mérhetetlen sok háborúit leggyakrabban győzelemmel zárta le. Több pletyka és legenda is fennmaradt róla, amely szintén tükrözi népe szeretetét.

## Apja nyomdokain
Ordelafo (vagy ahogyan a korabeli krónikák gyakran nevezték Ordelaf) igen gazdag és tehetős családban látta meg a napvilágot. Apja a korábbi dózse, Vital Faliero de'Doni volt, akinek nézetei nagyban meghatározták Ordelafo uralkodási elveit is. Az úgynevezett tizenkét apostoli család, akik között Velence leghatalmasabb családjait tisztelték, és a legendák szerint a város alapítóinak leszármazottjai, mind hivatalosak voltak a Consiglio Minor gyűléseire. A consiglio olyan tanácsként működött a Velencei Köztársaságban, amely a bíráskodás, törvényhozás, külügyek és bizonyos mértékig a hadsereg irányítása területén is döntő és befolyásoló testületként segítette a dózse munkáját. 

A szervezet, mint a nemesi köztársaság egyik alapvető intézménye, lehetőséget adott Ordelafonak is arra, hogy politikai tudását fejlessze és hamarosan vezető szerepre törjön. Akkoriban az arisztokraták hatalmának növekedése miatt egyfajta hagyománnyá vált, hogy a tanács tagjai közül kerül ki a következő dózse. Így történt ez akkor is, amikor Michele dózse meghalt, és a nép az ifjú Falierot választotta meg vezetőjének.

## A háborúk dózséja

### Egy szövetség felrúgása
Elődje 1097-ben szövetségre lépett a szomszédos Magyarországgal, amelyben a két hatalom megállapodott abban, hogy Dalmácia és Horvátország kérdésében osztoznak a hatalmi címeken. De a magyar trónon uralkodó Könyves Kálmán sosem tett le a dalmát városok megszerzésének tervéről. Éppen ezért követeket küldött az Adria partján álló városokba, hogy tárgyaljanak a Velencétől való elszakadásról. A dalmát városok gazdaságát elnyomta és kihasználta az itáliai kereskedőváros, és a gyarmat létből kedvezőbb feltételekkel önként Kálmán uralma alá vonták magukat 1105-ben.

A dózse és a kereskedők ezt hatalmas érvágásként élték meg, és azonnal felbontották a korábbi szövetséget. 1105-ben elkezdődött a háború a magyarok ellen. Kálmán egészen 1107-ig tudta tartani Zárát és más dalmát városokat, aztán fel kellett hagynia foglalásaival. De ezzel nem ért véget a háború. Ordelafo és Kálmán egészen 1115-ig harcoltak egymás ellen, és gyakorlatilag ettől kezdve háromszáz éven keresztül folyamatosan hadban állt egymással a két ország a dalmát városok birtoklásáért. Ezek a harcok mindig az éppen erősebb hatalom győzelmével záródtak. Ordelafo uralma alatt még többször is sor került Dalmácia magyar birtoklására.
A velenceiek ebben a háborúban sok keletről érkezett aranyat feláldoztak, annál is inkább, mert I. Alexiosz, bizánci császár egyre nagyobb rosszallással vette tudomásul, hogy a keresztes háborúkba induló velencei flotta elsősorban gazdasági győzelemre törekszik, és ezért a magyarok oldalára állt. Kálmán megkapta a császártól a Horvátország és Dalmácia királya címet.

### A hadi gazdaság
A háborúk azonban nem feltétlenül csak pénznyelőként működtek. A consiglio teljes támogatása mellett zajló csaták váltakozó sikere és kudarca arra ösztönözte a velenceieket, hogy hadi iparukat fejlesszék, olcsóbbá, hatékonyabbá és nem utolsósorban erősebbé téve a velencei sereget. Ordelafo támogatására ismét mérnökök lepték el a hajógyárakat, akik hamarosan újabb formákat és fegyvereket dolgoztak ki, de nem ebben állt a legfontosabb találmány. A dózse úgy döntött, hogy egy külső szigeten felépíti az Arsenale néven emlegetett fegyverraktárat.

A fontos stratégiai épületet a város tenger felőli részének egyik szigetére tervezték, az Olivolo sziget közelében. Ez lehetővé tette, hogy az importált fegyverekkel nem kellett a város csatornáin lavírozni, és a csatahajók is könnyebben fel tudtak szerelkezni, ha sürgősen szükségük volt utánpótlásra.
A fejlődés minden téren kiemelkedő volt. Ordelafo hatalmas összegekkel támogatta a különféle újításokat és kutatásokat. Egy időben maga Dante Alighieri is Velencébe látogatott, és jegyzeteiben leírta, mennyire elkápráztatta a város nyüzsgése, technológiai, politikai, intézményi és gazdasági fejlettsége. Egyúttal írt a sanyarú sorsú velenceiek szenvedéséről is, akik a korabeli velencei kifejezéssel élve a farbricaban, tehát valamiféle manufakturában dolgoztak. Ezt meg is örökítette Isteni színjátékában (XXI-7-15).

### Keleti ambíciók
1115-ben egy időre úgy tűnt abbamarad a keleti szomszéd elleni háború. Ordelafo a velencei flotta keleti harcai felé fordította tekintetét. A főként gazdasági kapcsolatokat alakító velenceiek nem feltétlenül számítottak a Szentföld véres harcosainak. Ez merőben megváltozott, amikor Ordelafo úgy döntött, hogy Szíriába utazik, és ott serege élére áll. A koros hadvezér nagy területeket hódított vissza a muzulmán uralomtól, így jutott el egy San Giovanni d'Acri nevű városig. Itt állt a Mindenható Krisztus kolostora, amelyből hatalmas mennyiségű aranyat és zománcozott tárgyakat hordatott Velencébe.

A gazdag rakomány a Szent Márk-bazilika fő oltára, a Pala d'oro díszítésébe olvadt bele. Az oltár így közel 15 cm vastag arany borítást kapott, és elnyerte mai két méteres magasságát és három és fél méteres szélességét.
A gazdag rakománnyal visszatért Velencébe a kiváló hadvezér, és mivel a magyarok újra megtámadták a dalmát kikötőket, Ordelafo újra kardot ragadott. A harcos dózsénak ekkor adatott meg, hogy ne betegen, ágyban haljon meg, hanem önmagához méltó módon a csatamezőn. 1118-ban az egyik magyarok elleni ütközetben esett el. Testét a Szent Márk-bazilika őrzi.

## Legendás uralkodás
A történelemben nem egy olyan uralkodóról szólnak legendás történetek, mesék, aki messze földön hadakozott az ellenséggel. A lovagkirályok romantikus alakja sokszor ihletet adott népének. Így történt ez Ordelafoval is akiről két legenda is fennmaradt.

Az egyik szerint a velencei flotta anyagiassága és kegyetlensége annyira felbőszítette a bizánci császárt, hogy elhatározta, megnehezíti majd Ordelafo sorsát. Azonban hamarosan elhunyt a császár és trónját a messzeföldön híres Iréné császárnő foglalta el. Az uralkodó amint meglátta a dózsét, azonnal beleszeretett. De Ordelafo boldog házasságban élt Matildával, Apulia hercegnőjével, Balduin jeruzsálemi király testvérével. A császárnő végül férjhez ment, de sohasem tudta kiverni fejéből a dózsét. Ezért szobájában a férje helyett Ordelafo képmása függött.
A másik történet alapján a híres feltaláló, Leonardo da Vinci mélyen tisztelte a tudományokat és fejlesztéseket támogató dózsét, és ezért az ő nevén gyakorolta ismert tükörírásos rejtüzeneteit. A hagyomány ezért nevezi Ordelafot gyakran Faledro Falieronak, ugyanis a Faledro éppen a fordítottja az Ordelafnak, amelyhez később egy "o" betű csapódott, az olaszosabb kiejtés végett.